# Georg Broeckel
Georg Dietrich Broeckel (* 4. März 1748 in Hannover; † 20. September 1788 in Kiel) war ein deutscher Rechtswissenschaftler und Hochschullehrer.

## Leben
Broeckel studierte ab Ostern 1766 bis Michaelis 1770 Rechtswissenschaften an der Georg-August-Universität Göttingen, wo er 1770 auch zum Dr. jur. promoviert wurde und als Privatdozent tätig war. 1772 erhielt er den Ruf auf einen Lehrstuhl an der Universität Kiel, wo er bis zu seinem frühen Lebensende als ordentlicher Professor tätig war. Broeckel verstarb während seiner Zeit als Prorektor der Kieler Universität.
Er war verheiratet mit Catharina Elisabeth geb. Schmidt. Sein Sohn war der Rechtsanwalt Christoph Friedrich Hans Broekel (1779–1823), Vater von Johanna Antonie Broekel, Schwiegervater von Carl Peter Matthias Lüdemann und Großvater von Louis von Kamphövener.

## Schriften
- Dissertatio Iuridica Inauguralis, De Usuris Pretii, An, Et A Quonam Tempore Mercator Illas Exigere Possit. Grape: Goettingae 1770 OCLC 258098130.
- mit Johann Stephan Pütter und anderen: De mutatione, quae in titulis regum et imperatorum a secunda illa instauratione inde contigit, eiusque effectibus. Rosenbusch: Goettingae 1774 OCLC 61832297.